# Баришпол, Иван Федотович
Ива́н Федо́тович Бари́шпол (30 декабря 1932 года — 2019) — советский и российский эколог, общественный деятель, профессор, в 1991—2006 гг. председатель Президиума центрального совета Всероссийского общества охраны природы.

## Биография
Родился 30 декабря 1932 года в селе Хрущёвка Двуречанского района Харьковской области, в семье колхозника.
Окончил Харьковский сельскохозяйственный институт им. Докучаева, специальность — «Лесные мелиорации» (1955). После работы старшим агролесомелиоратором лесопитомника треста «Союзлесопитомник» с 1958 по 1967 гг. трудился в Калмыкии — лесничим, а позднее главным инженером Троицкого лесничества Элистинского лесхоза, затем начальником Калмыцкого управления лесного хозяйства. В 1967 году был направлен руководством отрасли в Таджикистан, заместителем председателя Госкомитета лесного хозяйства республики.
В 1978 году был переведён Гослесхозом в Москву для работы по специальности в центральном аппарате. В том же году был избран первым заместителем председателя Президиума центрального совета Всероссийского общества охраны природы, а с ноября 1991 года — его председателем. 23 мая 1997 года стал учредителем общероссийской общественной организации «ВООП», 27 ноября 2000 года — учредителем Тольяттинского городского Совета «ВООП».
С 1998 года возглавил Общероссийский оргкомитет ежегодно проводимых «Дней защиты от экологической опасности».
31 декабря 2003 года вошёл в состав Координационного общественного совета по вопросам экологического образования, просвещения и пропаганды.
7 декабря 2006 года вошёл в Совет по государственному контролю (надзору) при Федеральной службе по экологическому, технологическому и атомному надзору.
9 ноября 2007 года участвовал во 2-й Всероссийской конференции по охране природы.
22 июля 2008 года вошёл в Общественный совет при Федеральной службе по надзору в сфере природопользования.

## Награды
По состоянию на 2003 год среди наград Ивана Федотовича Баришпола:
- Орден Трудового Красного Знамени,
- Орден «Знак Почёта»,
- Орден Дружбы народов,
- звание «Заслуженный эколог РФ»,
- звание «Заслуженный лесовод РФ»,
- звание «Заслуженный лесовод Калмыцкой АССР»,
- звание «Заслуженный лесовод Таджикской ССР».